# Minotauri
Minotauri war eine finnische Doom-Metal-Band aus Äänekoski, die im Jahr 1995 gegründet wurde und sich 2007 auflöste.

## Geschichte
Die Band wurde im Jahr 1995 vom Gitarristen und Sänger Ari Honkonen gegründet, der vorher bereits bei Morningstar tätig war. In der ersten Besetzung fanden sich weitere Morningstar-Mitglieder. Es wurde im selben Jahr ein erstes Demo aufgenommen. Bis zum Jahr 1997 wurde es still um die Band. In diesem Jahr kam Schlagzeuger Viljami Kinnunen zur Band. Es folgte das Demo Axe Attack. Nachdem ein Freund den Bass übernommen hatte, folgte im Jahr 1998 das nächste Demo Metal Magic. Danach kam Tommi Pakarinen als Bassist hinzu. Im Sommer 1998 hielt die Band ihren ersten Auftritt ab und ein Live-Demo wurde veröffentlicht. Die Band schrieb an neuen Liedern, hielt eine kleine Tour durch Finnland ab und veröffentlichte 1999 das Live-Demo Doomed to Live. Nachdem das Demo Devil Woman im Januar 2000 veröffentlicht worden war, erreichte die Gruppe einen Vertrag bei dem deutschen Label Iron Bonehead Productions. Noch im selben Jahr nahm die Band die Single Pain of Life / Violence auf und veröffentlichte diese auch im selben Jahr, wobei die Auflage auf 500 Stück begrenzt war. Zudem nahm die Band auch das Lied My Way neu auf, das vorher bereits auf Devil Woman enthalten war, um es auf dem Sampler At The Mountains of Madness II von Miskatonic Foundations zu veröffentlichen. Danach schrieb die Band an weiteren neuen Liedern und nahm im Jahr 2001 die EP Doom Metal Invasion auf. Vor der Veröffentlichung des Tonträgers im Frühling 2002 über Iron Bonehead Productions, hatte die Band eine kleine Tour zusammen mit Reverend Bizarre und Spiritus Mortis abgehalten. Das letzte Konzert der Tour wurde zudem aufgenommen und als Live-Album unter dem Namen Funeralive veröffentlicht. Im Sommer 2003 nahm die Gruppe ihr selbstbetiteltes Debütalbum auf, das im Sommer des Folgejahres bei Black Widow Records erschien. Der Tonträger bestand aus acht neuen Liedern sowie als Bonus die Single Pain of Life / Violence und die EP Doom Metal Invasion. Bei den Aufnahmen zum Album entstand zudem das Lied Black (Magic) Triangle, das für eine Split-Veröffentlichung mit Reverend Bizarre verwendet wurde. Die Veröffentlichung erschien im Frühjahr 2004 bei Metal Coven Records. Im Jahr 2007 folgte das zweite Album II, ehe sich die Gruppe noch im selben Jahr auflöste.

## Stil
Auf II spiele die Band laut Grigoris Chronis von metal-temple.com Doom Metal mit Einflüssen aus der New Wave of British Heavy Metal und von Bands wie Witchfinder General, frühen Saint Vitus, Cathedral, Pentagram und Candlemass. Der Bass sei verzerrt, während der Gesang chaotisch klinge. Die Produktion habe sich mehr am Heavy Metal orientiert und erinnere an Black Sabbath und Pagan Altar. Der Doom-Metal-Klang höre sich so alt an, dass andere Bands des Genres, wie Solitude Aeturnus und Count Raven, im Vergleich schon zu modern klingen würden.

## Diskografie
- 1995: Demo (Demo, Eigenveröffentlichung)
- 1997: Axe Attack (Demo, Eigenveröffentlichung)
- 1998: Metal Magic (Demo, Eigenveröffentlichung)
- 1998: Live-Demo (Demo, Eigenveröffentlichung)
- 1999: Doomed to Live (Demo, Eigenveröffentlichung)
- 2000: Devil Woman (Demo, Eigenveröffentlichung)
- 2000: Pain of Life / Violence (Single, Iron Bonehead Productions)
- 2002: Doom Metal Invasion (EP, Iron Bonehead Productions)
- 2002: Funeralive (Live-Album, Eigenveröffentlichung)
- 2004: Minotauri / Reverend Bizarre (Split mit Reverend Bizarre, Metal Coven Records)
- 2004: Minotauri (Album, Black Widow Records)
- 2004: Satan in Man / Sex Messiah (Single, I Hate Records)
- 2007: II (Album, Firedoom Records)